# 2MASS J10452400-0149576
2MASS J10452400-0149576 ist ein Brauner Zwerg im Sternbild Sextant. Er wurde 2002 von John E. Gizis et al. entdeckt. Er gehört der Spektralklasse L1 an. Seine Position verschiebt sich aufgrund seiner Eigenbewegung jährlich um 0,50 Bogensekunden. 